# Titanoeca palpator
Titanoeca palpator är en spindelart som beskrevs av Hu och Li 1987. Titanoeca palpator ingår i släktet Titanoeca och familjen stenspindlar. Inga underarter finns listade i Catalogue of Life.